# Sattar Hamedani
Sattar Hamedani (persan : ستار همدانی) (né le 6 juin 1974 à Tabriz en Iran) est un footballeur international iranien, qui évoluait au poste de milieu de terrain, avant de devenir entraîneur.

## Biographie

### Carrière de joueur

#### Carrière en sélection
Avec l'équipe d'Iran, il joue 40 matchs (pour un but inscrit) entre 1998 et 2001. 
Il figure dans le groupe des sélectionnés lors de la Coupe du monde de 1998, sans jouer de matchs lors de la phase finale. Il dispute toutefois deux matchs comptant pour les éliminatoires de la coupe du monde 2002.
Il participe à la Coupe d'Asie des nations de 2000.

## Palmarès
Il est Champion d'Iran en 2001 avec l'Esteghlal Téhéran et vainqueur de la Coupe d'Iran à deux reprises en 2000 avec l'Esteghlal Téhéran et en 2005 avec le Saba Battery.